# John Moore (réalisateur)
Pour les articles homonymes, voir John Moore et Moore.
John Moore (né en 1970 à Dundalk, en Irlande est un réalisateur, scénariste et producteur irlandais.

## Biographie
Moore naît à Dundalk, en Irlande, et fréquente le Rathmines College of Commerce, où il obtient un diplôme en arts médiatiques. À la fin de ses études, Moore croit qu’il ne continuerait pas à travailler dans le domaine du cinéma, mais après quelques années, il change d'avis. Après avoir obtenu son diplôme, il écrit et réalise une série de courts métrages en Irlande. Plusieurs de ces courts métrages sont diffusés sur les réseaux de télévision irlandais au fil des ans et, en cours de route, Moore fonde Clingfilms, une société de production basée en Irlande. Il réalise ensuite plusieurs publicités, dont celle du lancement de la Dreamcast, que la 20th Century Fox trouve si impressionnante qu'elle lui donne le budget de 17 millions de dollars (BTL)[Quoi ?] pour En territoire ennemi.
Moore réalise cinq films pour la 20th Century Fox : En territoire ennemi en 2001, Le Vol du Phœnix en 2004, La Malédiction en 2006, Max Payne en 2008 et Die Hard : Belle journée pour mourir en 2013. Malgré des critiques mitigées, En territoire ennemi et La Malédiction performent bien au box-office. Le Vol du Phœnix reçoit des critiques principalement négatives et rapporte un peu moins de 35 millions de dollars dans le monde, bien moins que le budget du film. Le documentaire des coulisses du DVD le montre à plusieurs reprises réprimandant l'équipe sur le plateau. Max Payne reçoit également des critiques principalement négatives, mais devient un succès au box-office, rapportant 85 millions de dollars sur un budget de 35 millions de dollars. Die Hard reçoit également des critiques majoritairement négatives, mais rapporte 304 millions de dollars sur un budget de 92 millions de dollars, ce qui en fait son film le plus rentable.
En septembre 2008, Moore est impliqué dans un différend avec la MPAA concernant la certification de son film Max Payne. La MPAA attribue initialement au film une note R, contre laquelle Moore s'oppose. Le film est réédité et la classification est changée un mois plus tard en PG-13, juste avant la distribution en salles.
Moore est également envisagé pour diriger X-Men : L'Affrontement final ainsi que Vendredi 13.
En 2007, Moore obtient les droits pour réaliser une adaptation du Livre des choses perdues par l'intermédiaire de sa société de production Point Road. Les droits ont depuis expiré.

## Filmographie

### Comme réalisateur
- 1990 : Jack's Bicycle (court métrage)
- 1995 : He Shoots, He Scores (court métrage)
- 2001 : En territoire ennemi (Behind Enemy Lines)
- 2004 : Le Vol du Phœnix (Flight of the Phoenix)
- 2006 : La Malédiction (The Omen)
- 2008 : Max Payne
- 2013 : Die Hard : Belle journée pour mourir (A Good Day to Die Hard)
- 2016 : I.T.

### Comme scénariste
- 1990 : Jack's Bicycle
- 1995 : He Shoots, He Scores
- 1996 : Pips
- 2003 : Wild West's Most Wanted (TV)